# 옹즈도르
옹즈도르(프랑스어: Onze d'Or, 프랑스어로 "황금의 11인"이라는 뜻)는 프랑스의 축구 잡지 《옹즈몽디알(Onze Mondial)》이 주관하는 축구상이다. 1976년부터 매년 수여하고 있으며 1991년 감독상 부문이 신설되었다.
유럽 리그에서 뛰고 있는 축구 선수를 대상으로 하며, 2015년에는 프랑스의 축구 선수만을 대상으로 하였다. 독자들의 투표 결과에 따라 옹즈도르(Onze d'Or, 금), 옹즈다르장(Onze d'Argent, 은), 옹즈드브롱즈(Onze de Bronze, 동) 수상자가 결정된다. 1995년 옹즈몽디알은 창간 20주년을 맞아 쉬페르옹즈도르(Super Onze d'Or) 수여를 주관하기도 했다. 2009년까지는 매년 12월에 수여했지만 2010년부터 매년 6월에 수여하고 있다. 이러한 이유 때문에 2010년에는 수여되지 않았다.

## 역대 수상자
| 연도   | 옹즈도르 (Onze d'or)    | 옹즈다르장 (Onze d'argent) | 옹즈드브롱즈 (Onze de bronze) |
| ------ | ----------------------- | -------------------------- | ----------------------------- |
| 1976년 | 로프 렌센브링크         | 케빈 키건                  | 도미니크 로슈토               |
| 1977년 | 케빈 키건               | 미셸 플라티니              | 알란 시몬센                   |
| 1978년 | 마리오 켐페스           | 한스 크랑클                | 로프 렌센브링크               |
| 1979년 | 케빈 키건               | 트레버 프랜시스            | 로프 렌센브링크 (2)           |
| 1980년 | 카를하인츠 루메니게     | 케빈 키건 (2)              | 호르스트 흐루베슈             |
| 1981년 | 카를하인츠 루메니게 (2) | 파울 브라이트너            | 얀 쾰레만스                   |
| 1982년 | 파올로 로시             | 알랭 지레스                | 파우캉                        |
| 1983년 | 미셸 플라티니           | 파우캉                     | 카를하인츠 루메니게           |
| 1984년 | 미셸 플라티니 (2)       | 장 티가나                  | 프레벤 엘키에르 라르센        |
| 1985년 | 미셸 플라티니 (3)       | 프레벤 엘키에르 라르센     | 디에고 마라도나               |
| 1986년 | 디에고 마라도나         | 마뉘엘 아모로              | 게리 리네커                   |
| 1987년 | 디에고 마라도나 (2)     | 마르코 판 바스턴           | 장 티가나                     |
| 1988년 | 마르코 판 바스턴        | 뤼트 휠릿                  | 디에고 마라도나 (2)           |
| 1989년 | 마르코 판 바스턴 (2)    | 뤼트 휠릿 (2)              | 장피에르 파팽                 |
| 1990년 | 로타어 마테우스         | 살바토레 스킬라치          | 장피에르 파팽 (2)             |
| 1991년 | 장피에르 파팽           | 크리스 워들                | 로타어 마테우스               |
| 1992년 | 흐리스토 스토이치코프   | 마르코 판 바스턴           | 장피에르 파팽 (3)             |
| 1993년 | 로베르토 바조           | 알렌 복시치                | 호마리우                      |
| 1994년 | 호마리우                | 흐리스토 스토이치코프      | 로베르토 바조                 |
| 1995년 | 조지 웨아               | 로베르토 바조              | 파올로 말디니                 |
| 1996년 | 에리크 캉토나           | 조지 웨아                  | 마티아스 자머                 |
| 1997년 | 호나우두                | 지네딘 지단                | 마르코 시모네                 |
| 1998년 | 지네딘 지단             | 파비앵 바르테즈            | 다보르 슈케르                 |
| 1999년 | 히바우두                | 데이비드 베컴              | 지네딘 지단                   |
| 2000년 | 지네딘 지단 (2)         | 루이스 피구                | 티에리 앙리                   |
| 2001년 | 지네딘 지단 (3)         | 마이클 오언                | 로베르 피레스                 |
| 2002년 | 호나우두 (2)            | 지네딘 지단 (2)            | 호나우지뉴                    |
| 2003년 | 티에리 앙리             | 지네딘 지단 (3)            | 데이비드 베컴                 |
| 2004년 | 데코                    | 티에리 앙리                | 호나우지뉴 (2)                |
| 2005년 | 호나우지뉴              | 스티븐 제라드              | 티에리 앙리 (2)               |
| 2006년 | 티에리 앙리 (2)         | 호나우지뉴                 | 프랑크 리베리                 |
| 2007년 | 카카                    | 크리스티아누 호날두        | 디디에 드로그바               |
| 2008년 | 크리스티아누 호날두     | 리오넬 메시                | 프랑크 리베리 (2)             |
| 2009년 | 리오넬 메시             | 크리스티아누 호날두 (2)    | 안드레스 이니에스타           |
| 2011년 | 리오넬 메시 (2)         | 안드레스 이니에스타        | 크리스티아누 호날두           |
| 2012년 | 리오넬 메시 (3)         | 크리스티아누 호날두 (4)    | 라다멜 팔카오                 |
| 2015년 | 앙투안 그리즈만         | 폴 포그바                  | 알렉상드르 라카제트           |
| 2017년 | 크리스티아누 호날두 (2) | 리오넬 메시 (2)            | 앙투안 그리즈만               |
| 2018년 | 리오넬 메시 (4)         | 무함마드 살라흐            | 크리스티아누 호날두 (2)       |
| 2019년 | 사디오 마네             | 리오넬 메시 (3)            | 킬리안 음바페                 |
| 2020년 | 시상 취소               | 시상 취소                  | 시상 취소                     |
| 2021년 | 카림 벤제마             | 리오넬 메시 (4)            | 로베르트 레반도프스키         |
| 2022년 | 카림 벤제마 (2)         | 사디오 마네                | 로베르트 레반도프스키 (2)     |

## 감독상
| 연도   | 감독                  | 클럽                |
| ------ | --------------------- | ------------------- |
| 1991년 | 레몽 후탈스           | 올랭피크 마르세유   |
| 1992년 | 요한 크라위프         | 바르셀로나          |
| 1993년 | 레몽 후탈스 (2)       | 올랭피크 마르세유   |
| 1994년 | 요한 크라위프 (2)     | 바르셀로나          |
| 1995년 | 루이스 판 할          | 아약스              |
| 1996년 | 기 루                 | 오세르              |
| 1997년 | 마르첼로 리피         | 유벤투스            |
| 1998년 | 에메 자케             | 프랑스              |
| 1999년 | 알렉스 퍼거슨         | 맨체스터 유나이티드 |
| 2000년 | 알렉스 퍼거슨 (2)     | 맨체스터 유나이티드 |
| 2001년 | 제라르 울리에         | 리버풀              |
| 2002년 | 아르센 벵거           | 아스널              |
| 2003년 | 알렉스 퍼거슨 (3)     | 맨체스터 유나이티드 |
| 2004년 | 조제 모리뉴           | 첼시                |
| 2005년 | 조제 모리뉴 (2)       | 첼시                |
| 2006년 | 프랑크 레이카르트     | 바르셀로나          |
| 2007년 | 알렉스 퍼거슨 (4)     | 맨체스터 유나이티드 |
| 2008년 | 알렉스 퍼거슨 (5)     | 맨체스터 유나이티드 |
| 2009년 | 주제프 과르디올라     | 바르셀로나          |
| 2011년 | 주제프 과르디올라 (2) | 바르셀로나          |
| 2012년 | 주제프 과르디올라 (3) | 바르셀로나          |
| 2015년 | 위베르 포르니에       | 올랭피크 리옹       |
| 2017년 | 지네딘 지단           | 레알 마드리드       |
| 2018년 | 지네딘 지단 (2)       | 레알 마드리드       |
| 2019년 | 위르겐 클로프         | 리버풀              |
| 2020년 | 시상 취소             | 시상 취소           |
| 2021년 | 지네딘 지단 (3)       | 레알 마드리드       |
| 2022년 | 카를로 안첼로티       | 레알 마드리드       |

## 같이 보기
- 포포투